# Arrondissement de Freudenstadt
L'arrondissement Freudenstadt, en allemand Landkreis Freudenstadt, est une division administrative allemande, située dans le land de Bade-Wurtemberg.
Il fait partie du district de Karlsruhe et de l'aire urbaine Nordschwarzwald.

## Situation géographique
L'arrondissement de Freudenstadt est situé au nord de la Forêt-Noire.
Le Neckar, un affluent de la rive droite du Rhin le traverse dans sa partie sud-est.
Les arrondissements limitrophes sont (dans le sens des aiguilles d'une montre) : Rastatt, Calw, Tübingen, Zollernalb, Rottweil et Ortenau.

## Histoire
L'arrondissement a été créé en 1938 en remplacement de l' Oberamt Freudenstadt qui datait de 1806.
En 1973, lui a été rattachée une partie des arrondissements dissous de Horb am Neckar, Hechingen et Wolfach.

## Blason
|  | Le blason montre un coq de bruyère, lequel autrefois était commun dans la région. Les couleurs jaune et noire ont été choisies car elles sont celles du duché de Wurtemberg. |

## Démographie
Le nombre d'habitants est celui du recensement et des estimations officielles de l'office de la statistique du Länder :
| 1973   | 1975   | 1980   | 1985    | 1987    | 1990    | 1995    | 2000    | 2005    |
| ------ | ------ | ------ | ------- | ------- | ------- | ------- | ------- | ------- |
| 98 294 | 97 682 | 99 697 | 101 572 | 101 957 | 109 960 | 119 166 | 120 848 | 122 579 |

| 2006    | 2015    | - | - | - | - | - | - | - |
| ------- | ------- | - | - | - | - | - | - | - |
| 122 514 | 116 233 | - | - | - | - | - | - | - |

## Tableau Général des Communes
| Unité Territoriale       | Statut                        | Nbre Quartiers Ortsteile/Stadtteile | Bourgmestre (Parti)    | Code Postal    | Indicatif Téléphonique                    | Code Plaque Minéralogique | Superficie | Population | Date population | Densité |
| ------------------------ | ----------------------------- | ----------------------------------- | ---------------------- | -------------- | ----------------------------------------- | ------------------------- | ---------- | ---------- | --------------- | ------- |
| Alpirsbach               | Ville                         | 6                                   | Michael E. Pfaff       | 72275          | +49-07444                                 | FDS, HOR                  | 64,55 km²  | 6 337      | 31/12/2015      | 98,17   |
| Bad Rippoldsau-Schapbach | Commune                       | 4                                   | Bernhard Waidele (CDU) | 77776          | +49-07440 et +49-07839                    | FDS, HOR                  | 73,14 km²  | 2 121      | 31/12/2015      | 29,00   |
| Baiersbronn              | Commune                       | 10                                  | Michael Ruf            | 72270          | +49-07442, +49-07447 et +49-07449         | FDS, HOR                  | 189,69 km² | 14 667     | 31/12/2015      | 77,32   |
| Dornstetten              | Commune                       | 3                                   | Bernhard Haas          | 72280          | +49-07443                                 | FDS, HOR                  | 24,21 km²  | 7 992      | 31/12/2015      | 330,11  |
| Empfingen                | Commune                       | 2                                   | Albert Schindler       | 72186          | +49-07483 et +49-07485                    | FDS, HOR                  | 18.29 km²  | 3 979      | 31/12/2015      | 217,55  |
| Eutingen im Gäu          | Commune                       | 4                                   | Armin Jöchle           | 72160 et 72184 | +49-07457 et +49-07459                    | FDS, HOR                  | 32,82 km²  | 5 568      | 31/12/2015      | 169,65  |
| Freudenstadt             | Grande Ville d'Arrondissement | 9                                   | Julian Osswald (CDU    | 72250          | +49-07441 à +49-07443                     | FDS, HOR                  | 87,58 km²  | 22 579     | 31/12/2015      | 257,81  |
| Glatten                  | Commune                       | 3                                   | Tore-Derek Pfeifer     | 72293          | +49-07443                                 | FDS, HOR                  | 15,52 km²  | 2 343      | 31/12/2015      | 150,97  |
| Grömbach                 | Commune                       | 1                                   | Armin Pioch            | 72294 et 72297 | +49-07453                                 | FDS, HOR                  | 12,18 km²  | 612        | 31/12/2015      | 50,25   |
| Horb am Neckar           | Grande Ville d'Arrondissement | 18                                  | Peter Rosenberger      | 72160          | +49-07451, +49-07482 +49-07483, +49-07486 | FDS, HOR                  | 119,83 km² | 24 665     | 31/12/2015      | 205,83  |
| Loßburg                  | Commune                       | 8                                   | Christoph Enderle      | 72290          | +49-07444, +49-07446 et +49-07455         | FDS, HOR                  | 79,26 km²  | 7 446      | 31/12/2015      | 93,94   |
| Pfalzgrafenweiler        | Commune                       | 7                                   | Dieter Bischoff        | 72285          | +49-07445                                 | FDS, HOR                  | 44,72 km²  | 7 101      | 31/12/2015      | 158,79  |
| Schopfloch               | Commune                       | 3                                   | Klaas Klaassen         | 72296          | +49-07443                                 | FDS, HOR                  | 17,03 km²  | 2 599      | 31/12/2015      | 152,61  |
| Seewald                  | Commune                       | 7                                   | Gerhard Müller         | 72297          | +49-07447 et +49-07448                    | FDS, HOR                  | 58,50 km²  | 2 151      | 31/12/2015      | 36,77   |
| Waldachtal               | Commune                       | 5                                   | Annick Grass           | 72178          | +49-07443, +49-07445 et +49-07486         | FDS, HOR                  | 29,87 km²  | 5 835      | 31/12/2015      | 195,35  |
| Wörnersberg              | Commune                       | 1                                   | Reinhold Möhrle        | 72299          | +49-07453                                 | FDS, HOR                  | 3,48 km²   | 238        | 31/12/2015      | 68,39   |
| Freudenstadt             | 16 Communes                   |                                     |                        |                |                                           |                           | 870,67 km² | 116 233    | 31/12/2015      | 133,50  |